# Eurhopalothrix pilulifera
Eurhopalothrix pilulifera é uma espécie de formiga do gênero Eurhopalothrix, pertencente à subfamília Myrmicinae.